# Liste der deutschen Botschafter in der Demokratischen Republik Kongo
Diese Liste der deutschen Botschafter in der Demokratischen Republik Kongo verzeichnet die Botschafter der Bundesrepublik Deutschland in der Demokratischen Republik Kongo. Der Amtssitz des Botschafters befindet sich in Kinshasa.
Bis 1997 hieß die Demokratische Republik Kongo offiziell Republik Zaire.
Der Botschafter in Kinshasa war von 1997 bis 2012 zugleich in der Republik Kongo akkreditiert.
| Name                                     | Amtszeit  | Anmerkungen                        |
| ---------------------------------------- | --------- | ---------------------------------- |
| Walter Reichhold                         | 1964–1965 |                                    |
| Burkard Freiherr von Müllenheim-Rechberg | 1965–1968 |                                    |
| Hardo Brückner                           | 1971–1973 |                                    |
| Karl Döring                              | 1973–1978 |                                    |
| Werner Schattmann                        | 1978–1981 |                                    |
| Walter König                             | 1982–1986 |                                    |
| Dietrich Venzlaff                        | 1986–1991 |                                    |
| Rolf-Eberhard Jung                       | 1991–     |                                    |
| Klaus Bönnemann                          | 1995–1998 | ab 1994 Geschäftsträger ad interim |
| Helmut Ohlraun                           | 1998–2001 |                                    |
| Doretta Maria Loschelder                 | 2001–2005 |                                    |
| Reinhard Buchholz                        | 2005–2006 |                                    |
| Karl Wokalek                             | 2006–2007 |                                    |
| Axel Raimund Weishaupt                   | 2007–2010 |                                    |
| Peter Blomeyer                           | 2010–2012 |                                    |
| Wolfgang Manig                           | 2013–2016 |                                    |
| Thomas Terstegen                         | 2016–2020 |                                    |
| Oliver Schnakenberg                      | 2020–2023 |                                    |
| Ingo Herbert                             | seit 2023 |                                    |